# 본 아이덴티티 (영화)
《본 아이덴티티》(영어: The Bourne Identity)는 2002년 개봉한 미국의 영화이다. 더그 라이먼이 감독하였으며 로버트 러들럼의 동명의 소설을 바탕으로 하고 있다. 맷 데이먼이 주인공 제이슨 본 역할을 맡았다.
같은해 본 작품을 기반으로 한 게임 본 컨스피러시가 발매되었다.

## 배역
- 맷 데이먼 - 제이슨 본

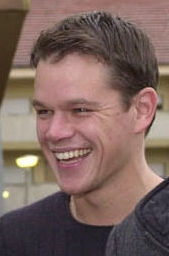
촬영 당시의 데이먼

- 프랑카 포텐테 - 마리 헬레나 크로이츠
- 크리스 쿠퍼 - 알렉산더 콘클린
- 브라이언 콕스 - 워드 애벗
- 클라이브 오언 - 교수
- 애디왈레이 애키누에이아그바제이 - 니콰나 웜보시
- 게이브리얼 맨 - 대니 존
- 줄리아 스타일스 - 니콜렛 "니키" 파슨스
- 조시 해밀턴, 월턴 고긴스 - 개발팀 부서 직원
- 오르소 마리아 구에리니 - 잔카를로
- 팀 더턴 - 에이먼

## 한국어 더빙 성우진

### MBC (2005년 2월 26일)
- 김영선 - 제이슨 본(맷 데이먼)
- 김서영 - 마리(프랑카 포텐테)
- 신성호 - 콘클린(크리스 쿠퍼)
- 황일청 - 애벗(브라이언 콕스)
- 김기현 - 지안카를로(오르소 마리아 구에리니)
- 이인성 - 웜보시(애디왈레이 애키누에이 아그바예)
- 김호성 - 대니 존(게이브리얼 맨)
- 김민성 - 이먼(팀 더턴)
- 최한 - 교수(클라이브 오언)
- 이상훈 - 마셜(데이비드 셀버그)
- 정재헌 - 수사관 1(월턴 고긴스)
- 박신희 - 니키(줄리아 스타일스)
- 이원찬 - 롤린스(빈센트 프랭클린)
- 김두희 - 수사관 2(조시 해밀턴)
- 이민하 - 클린스 비서(델핀 랑송)
- 한경화 - 알랭(해리 길버트)
- 양준건 - 현지요원(브라이언 허스키)

### KBS (2013년 9월 18일)
- 강수진 - 제이슨 본(맷 데이먼)
- 유지원 - 마리 헬레나 크류츠(프랑카 포텐테)
- 설영범 - 알렉산더 콘클린(크리스 쿠퍼)
- 방우호 - 교수(클라이브 오언)
- 이장원 - 워드 애봇(브라이언 콕스)
- 배정미 - 니키(줄리아 스타일스)
- 정성훈 - 어먼(팀 더턴) / 대니 존(게이브리얼 맨)
- 고재균 - 지안카를로(오르소 마리아 구에리니) / 마셜(데이비드 셀버그)
- 변현우 - 트레드스톤 정보원(월턴 고긴스)
- 위훈 - 웜보시(애디왈레이 애키누에이 아그바예) / 트레드스톤 정보원(조시 해밀턴)
- 이제인 - 은행원(카이트 테니슨) / 요트 회사 직원(케이티 타인) / 호텔 전화원